# Uenefés
Uenefés (Uenephes) ou Jete (Djt) foi o quarto faraó da I dinastia egípcia. O seu nome significa "serpente".
Julga-se ser filho do seu antecessor, o rei Quenquenés, embora não esteja comprovado de forma conclusiva esta ligação. 
Manetão denomina-o Uenefés e atribui-lhe 23 anos de reinado.
Ainda segundo Manetão, no tempo deste rei verificou-se uma grande fome no Egito e que Djet teria mandado construir umas pirâmides próximas a Cocome, localidade que foi identificada com Sacará. Contudo, não se conhecem pirâmides deste período; a primeira pirâmide que surgiu no Egipto é habitualmente considerada como sendo a pirâmide do rei Djoser da III dinastia egípcia. 
Sabe-se que este rei liderou uma expedição ao Mar Vermelho, possivelmente com o objectivo de explorar as minas do deserto arábico.
No seu túmulo foi encontrada uma estela onde está gravado o nome do rei e que se encontra hoje no Museu do Louvre, sendo considerada como uma das mais belas expressões artísticas deste período. Esta estela deveria ser acompanhada por outra, sendo ambas colocadas no exterior do seu túmulo em Abido.
1. ↑  «Chronologie de Manéthon». Antik Forever